# نكتو ماسح ويب

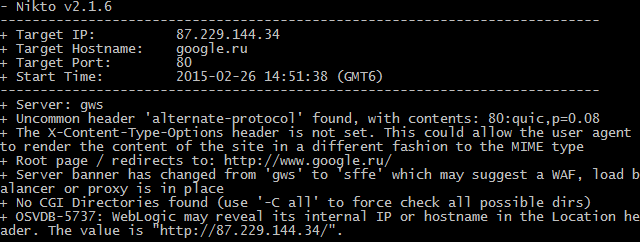

ماسح الويب نكتو (بالإنجليزية: Nikto web scanner)‏ هو عبارة عن ماسح للخادم يقوم باختبار الخوادم الشبكية للتحقق من وجود ملفات خطيرة، وجود برامج خوادم مهملة، وغيرها من المشاكل الأخرى. يقوم بأداء فحوصات عامة وخاصة. كما أنه يقوم بالتقاط وطباعة أي ملف ارتباط يتم استقباله.
شفرة نكتو بحد ذاتها هي مصدر مفتوح (GPL), لكن ملفات البيانات التي يستخدمها لايصال البرامج هي ليست كذلك.

## الوظائف
نكتو هو مصدر مفتوح (GPL) ماسح لخادم الويب؛ يقوم بأداء اختبارات شاملة ضد خادم الويب لعدة بنود، متضمنةً أكثر من 6700 ملف خطر محتمل، بالإضافة إلى أنه يقوم بالتحقق من الاصدارات المنتهية لأكثر من 1250 خادم، ويقوم بالتعديل على مشاكل معينة على أكثر من270 خادم. كما أنه يقوم بالتحقق لعناصر ترتيب الخادم مثل وجود ملفات فهرس متعددة، خيارات الخادم HTTP, ويحاول أن يعرف خوادم الويب والبرامج  المحملة. يقوم بمسح العناصر والاضافات التي يتم تحديثها بشكل دوري وتلقائي.

## الأنواع
هناك أنواع مختلفة من نكتو. إحداها هو ماك نكتو MacNikto. ماك نكتو هو AppleSctipt غلاف واجهة مستخدم رسومية يتم إنشاءه في Apple's Xcoe وواجهم المنشئ، يتم إطلاقه تحت شروط (GPL). يقوم بالتزويد بمنفد سهل للمجموعة الفرعية من الميزات المتوفرة في المصادر المفتوحة، سطر الأوامر يدفع نكتو ماسح ويب الأمني، يتم تحميله تلقائياً مع تطبيق ماك نكتو.

## العرض التوضيحي
لفتح نكتو على كالي لينكس-Kali Linux- :
Kali Linux > Vulnerability Analysis > Misc Scanners > Nikto
عندما تقوم بفتح نكتو من القائمة، باستطاعتك أن ترى خيار المساعدة بالضغط على Nikto-help .
خطوات استخدامه:
1-     إذا كنت تريد أن تقوم بفحص قاعدة بيانات عليك أن تقوم بالكتابة في Nikto-dbcheck.
2-     إذا كنت تريد أن تقوم بتحديث للبرنامج الخاص بك (بغض النظر عن تاريخ النشر، يأخذ ثواني متعددة) ثم بقم بالكتابة في Nikto-update.
3-     قبل وبعد تحديث البرنامج تستطيع فحص إصدار البرنامج ولفعل ذلك عليك أن تقوم بالكتابة في Nikto-update.
4-     الآن في حالة أنك احتجت لإيجاد الإضافات عليك أن تقوم بالكتابة في Nikto-list-plugins.